# Itter (Düsseldorf)
Itter, Düsseldorf-Itter — dzielnica miasta Düsseldorf w Niemczech, w okręgu administracyjnym 9, w kraju związkowym Nadrenia Północna-Westfalia, w rejencji Düsseldorf.  